# Zapote de Palomas
Zapote de Palomas är en ort i Mexiko.   Den ligger i kommunen Salamanca och delstaten Guanajuato, i den centrala delen av landet, 240 km nordväst om huvudstaden Mexico City. Zapote de Palomas ligger 1 722 meter över havet och antalet invånare är 1 108.
Terrängen runt Zapote de Palomas är platt åt sydväst, men åt nordost är den kuperad. Runt Zapote de Palomas är det tätbefolkat, med 266 invånare per kvadratkilometer. Närmaste större samhälle är Salamanca, 8,1 km väster om Zapote de Palomas. Trakten runt Zapote de Palomas består till största delen av jordbruksmark.